# Loddon (Stadt)
Loddon ist eine Kleinstadt und Gemeinde (Civil parish) in der englischen Grafschaft Norfolk. Mit einer Fläche von rund 12 Quadratkilometern liegt sie rund 19 Kilometer südöstlich der Stadt Norwich. Die Schiffbarkeit des Flusses Chet endet in Loddon. Die Landstraße A146 bildet die südliche und westliche Grenze der Gemeinde.
Es wird angenommen, dass der Name Loddon bezogen auf den Chet im Keltischen „schlammiger Fluss“ bedeutet.

## Geschichte
Die früheste schriftliche Erwähnung von Loddon findet sich im Testament des Lehnsherrn Ælfric Modercope aus dem Jahr 1042 oder 1043. In dem Testament teilte er seinen Landbesitz in Loddon und anderen Orten unter den Bischöfen von Bury, Ely und St Benet auf. Ælfric besaß knapp zwei Quadratkilometer Land in Loddon und war damit der mit Abstand größte Landbesitzer.

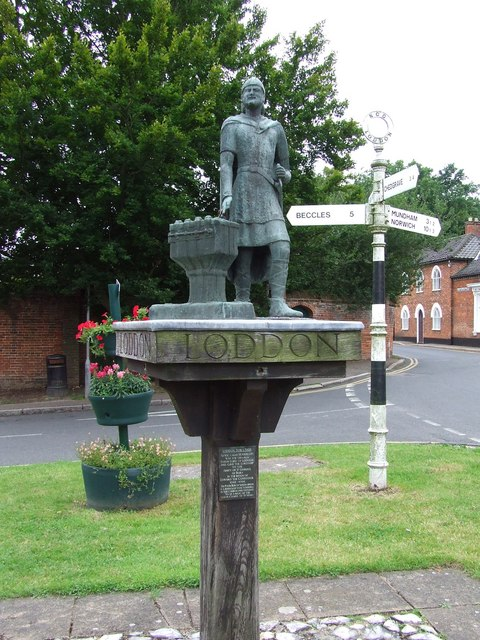
Ælfric Modercope-Statue

Der Gemeinderat verewigte Ælfric im Jahr 1961 durch eine Statue auf dem Ortsstein von Loddon, der auf Farthing Green steht.
Loddon und Chedgrave wurden im Laufe der Geschichte viele Male überflutet. Die schlimmsten dokumentierten Überschwemmungen ereigneten sich im August 1912 und im September 1968. Am 27. August 1912 wurde ein Teil der Fahrbahn der zentralen High Street/Bridge Street weggeschwemmt und ein Teil der Brücke über den Chet stürzte ein. Die Mühle war in Gefahr und die Befestigung am Ufer des Chet wurde weggeschwemmt.
Am 12. September 1968 kam es nach einem sehr nassen Sommer zu einem heftigen Unwetter; viele Straßen standen zentimetertief unter Wasser.

## Lage und Beschreibung
Die Landstraße A146 führt nordöstlich nach Norwich und südöstlich nach Beccles und Lowestoft. Der Weg nach Osten nach Great Yarmouth führt über die Landstraßen B1136 und die A143. Busverbindungen bestehen nach Norwich und Lowestoft über Beccles.
Die Gemeindeverwaltung liegt bei dem Loddon Parish Council im Verwaltungsdistrikt South Norfolk sowie der Broads Authority. An ihrer Nordostspitze grenzt Loddon an den See Hardley Flood. Nachbargemeinden sind im Norden Chedgrave, dessen Ortskern in den von Loddon übergeht, im Osten Heckingham und Hales, im Süden Kirby Cane und Ellingham sowie im Westen Mundham.
Die Bootsanleger am Chet und Loddon Marina befinden sich im Norden des Ortes an der Grenze zu Chedgrave. Ausgedehnte Wohnbebauung findet sich im Westen und Südwesten bis zu der Umgehungsstraße A146. Im Südosten liegt ein Gewerbegebiet.

### Holy Trinity-Kirche
Das Zentrum von Loddon wird von der Kirche Holy Trinity (Heilige Dreifaltigkeit) dominiert, die 1490 erbaut wurde. Die Außenseite des Gebäudes ist mit Feuerstein verkleidet. Im Inneren befinden sich ein Hammerbalkendach, eine jakobinische Kanzel, frühe edwardianische Kirchenbänke mit geschnitzten Köpfen und eine Tafel auf dem bemalten Lettner, die William von Norwich zeigt, einen Knaben, der im 12. Jahrhundert gekreuzigt worden sein soll.
Ein mittelalterliches Taufbecken sitzt auf einem dreistufigen Sockel, dessen Schale ursprünglich geschnitzt und bemalt war, aber in Zeiten des Ikonoklasmus verunstaltet wurde.

### Wassermühle

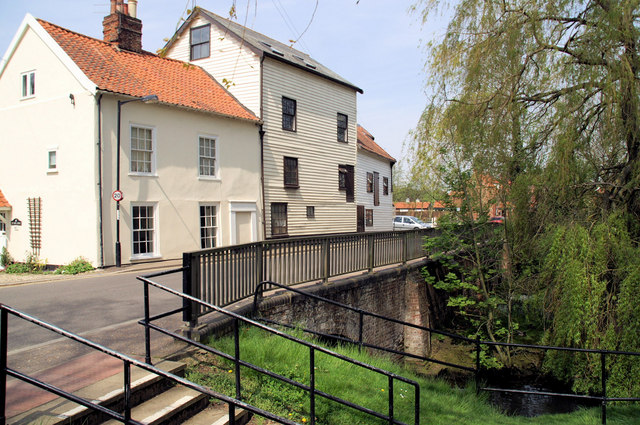
Wassermühle in Loddon

Im Domesday Book von 1086 wird eine Mühle in Loddon erwähnt, jedoch gibt es keinen Hinweis auf den Standort. Die moderne Mühle, die Wassermühle in der Nähe des Stadtzentrums von Loddon, ist nicht mehr in Betrieb. Sie wurde im 18. Jahrhundert erbaut, wobei der Fluss umgeleitet wurde, um ihn unterhalb der Mühle zu führen. Die Wassermühle ist eines der frühesten dokumentierten Gebäude der Stadt.
Der Mühlenteich war nie sehr groß, sondern bestand aus einem verbreiterten und vertieften Abschnitt flussaufwärts der Mühle. Der Müller konnte den Bedarf der örtlichen Bauern und Dorfbewohner decken. In der Mühle sind noch Anlagen aus dem 19. Jahrhundert erhalten.

### Old Town Hall

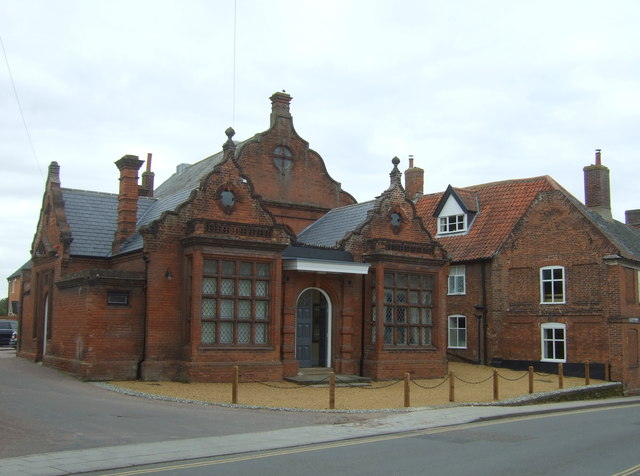
Old Town Hall

Mitte des 19. Jahrhunderts beschloss eine Gruppe örtlicher Geschäftsleute, Mittel für die Errichtung eines Veranstaltungsortes in der Stadt zu beschaffen: Das von ihnen ausgewählte Grundstück an der Bridge Street gehörte einer Privatperson, der sie es für 30 Pfund abkauften. Das Gebäude wurde im jakobinischen Stil entworfen und aus rotem Backstein gebaut.
in dem Gebäude fanden alle zwei Wochen Gerichtsverhandlungen statt. Das Gebäude wurde auch für andere öffentliche Veranstaltungen genutzt, darunter politische Versammlungen.
Während des Zweiten Weltkriegs diente das Gebäude als Meldezentrum für den Zivilschutz, als Rekrutierungsstelle und als Erste-Hilfe-Station; außerdem diente es als Empfangszentrum für Kinder, die aus London zu Familien in der Region Norfolk evakuiert wurden.
Nach dem Krieg ging die Nutzung des Gebäudes als Veranstaltungsort zurück und es wurde zur kommerziellen Nutzung verkauft: Nach der Neuorganisation der Kommunalverwaltung im Jahr 1974 wurde das Gebäude zum Sitz des örtlichen Gemeinderats. Am Beginn des 21. Jahrhunderts wurde ein Teil des Gebäudes als Touristeninformationszentrum genutzt.

## Gewerbe
Zu den frühen Gewerben gehörten die Produktion und der Verkauf von Hühnereiern und das Angebot gemahlenen Getreides. Es bestand auch eine Gasanstalt und Ziegelei.
Im Norden der Stadt liegen Bootswerften am Chet. Mit Bootsbau und deren Vermietung leisten sie einen wichtigen Beitrag zur Wirtschaft der Stadt.
Loddon verfügt über ein kleines Gewerbegebiet im Süden der Stadt. Hier sind Maschinenbau- und andere technische Betriebe angesiedelt. Ein bekanntes Unternehmen aus East Anglia, Anglian Bus, wurde im Jahr 1986 in Loddon gegründet, zog jedoch später nach Beccles um.

## Tourismus

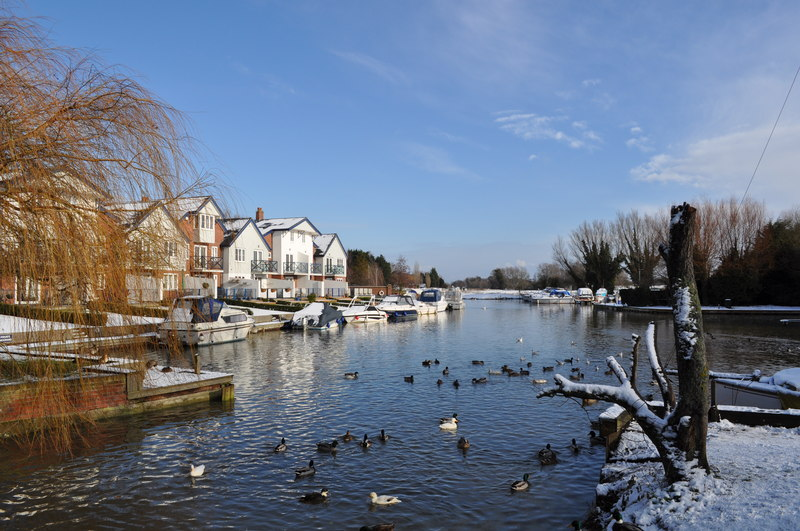
Der Chet mit Bootsanlegern

Der Chet ist ein beliebtes Ziel für die Sportschifffahrt im Gewässersystem der Norfolk Broads. Loddon ist der einzige Ansteuerungspunkt im Distrikt South Norfolk. Der Chet fließt in den Yare. In der Marina sowie an den Flussufern östlich der Stadt gibt es Anlegemöglichkeiten für Privat- und Mietboote.
Flussabwärts am See Hardley Flood findet sich ein Ort zur Beobachtung seltener Vögel.